# 리나 (펜싱 선수)
리나(중국어: 李娜, 병음: Lǐ Nà, 한자음: 이나, 1981년 3월 9일~)는 중화인민공화국의 펜싱 선수로 주 종목은 에페이다.  2000년 하계 올림픽 당시 단체전 동메달을 획득하였고, 2012년 하계 올림픽에서도 같은 부문에서 금메달을 획득하였다.
2006년 세계 선수권 대회에서는 결승전에서 프랑스를 꺾고 우승하였다. 이 당시 그녀의 팀 동료는 뤄샤오쥐안, 장리, 그리고 중와이핑이었다. 리나는 2008년 하계 올림픽의 에페 개인전에서도 4위를 기록하였는데, 그녀는 동메달 결정전에서 헝가리의 민처네벌드 일디코에게 11-15로 패하였다. 2012년 하계 올림픽에서 단체전을 우승할 당시 동료는 쉬안치, 뤄샤오쥐안, 그리고 쑨위제였다.